# Sparks Haarlem
Le Sparks Haarlem sono una squadra olandese di baseball e softball con sede ad Haarlem. La squadra di baseball milita attualmente nel campionato nazionale di secondo livello, mentre quella di softball, la sezione più titolata, disputa la massima serie.

## Storia
La società fu fondata nel 1991 in seguito all'unione di due squadre blasonate di Haarlem, l'HHC e l'SC Haarlem. La prima infatti in passato aveva vinto un campionato di baseball (1936) e ben 12 di softball (1952, 1953, 1954, 1956, 1957, 1958, 1962, 1963, 1965, 1970, 1973, 1978), oltre ad una Coppa Europa nel 1979. L'SC invece aveva raccolto cinque titoli nazionali di baseball (1929, 1930, 1934, 1940, 1941).
La squadra di softball fu campione dei Paesi Bassi nel 1996 con il nome di Sparks: da allora ha ottenuto altri dieci titoli analoghi fino al 2016. Nel frattempo è divenuta campione d’Europa per quattro volte, facendo il double nel 2004 e nel 2016, e nel panorama continentale ha vinto anche quattro Coppe delle Coppe. Successivamente ha perso la finale nazionale per mano delle concittadine dell'Olympia Haarlem nel 2017 e nel 2021.

## Palmarès

### Competizioni nazionali
- Campionati olandesi: 11

1996, 2001, 2002, 2004, 2005, 2006, 2010, 2011, 2014, 2015, 2016

### Competizioni internazionali
- Coppe dei Campioni: 4

2003, 2004, 2012, 2016
- Coppe delle Coppe: 4

2001, 2008, 2010, 2014